# Gafringbach (Zauchbach)
Der Gafringbach ist ein rechter Zufluss zum Zauchbach bei Euratsfeld in Niederösterreich.
Der Bach entspringt an der Nordseite des Pollenberges (342 m ü. A.) und fließt danach über Untergafring, Mittergafring und Obergafring ab, wo er sich zugleich nach Nordwesten wendet. In Obergafring nimmt er auch den Haselbach auf, der aus dem Süden vom Hochkogel (610 m ü. A.) kommt und damit das Einzugsgebiet des (bisherigen) Gafringbaches bei Weitem übertrifft. Sodann fließt der Gafringbach im Nordosten an Euratsfeld vorüber und strömt auf den Zauchbach zu, wo er noch den Ferndorfer Bach aufnimmt. Dieser entspringt ebenfalls in der Gegend des Hochkogels, konkret nördlich von Ferndorf und passiert Euratsfeld im Westen, bevor er sich nördlich unterhalb des Ortes in den Gafringbach ergießt und dieser endlich in den Zauchbach mündet. Sein Einzugsgebiet umfasst 15,5 km² in teilweise bewaldeter Landschaft.